# Securidaca fragilis
Securidaca fragilis är en jungfrulinsväxtart som beskrevs av Stahl och Eriksen. Securidaca fragilis ingår i släktet Securidaca och familjen jungfrulinsväxter. Inga underarter finns listade i Catalogue of Life.